# Xylosma ciliatifolium
Xylosma ciliatifolium är en videväxtart som först beskrevs av Dominique Clos, och fick sitt nu gällande namn av August Wilhelm Eichler. Xylosma ciliatifolium ingår i släktet Xylosma och familjen videväxter. Inga underarter finns listade i Catalogue of Life.